# Автокефальная архиепископия
Автокефа́льная архиеписко́пия (греч. αὐτοκεφάλη αρχιεπισκόπη) — в Константинопольской православной церкви форма организации церковной епархии, предполагающая подчинение её предстоятеля непосредственно патриарху, минуя митрополита. Впоследствии эта форма исчезла.
В нотиции Нила Доксопатра (XII век) автокефальными архиепископиями называются те, которые «подчиняются Константинопольскому престолу и не подчиняются никакому митрополиту и не имеют в подчинении епископские области».
Появление автокефальных архиепископий связано с процессом централизации церковного управления и разложением системы митрополий на фоне усиления патриархального центра. Произошло это в период от V до VII века. В нотиции Псевдо-Епифания, относимой к концу VII века, насчитывается уже 34 автокефальные архиепископии. В дальнейшем это число только росло. Этому процессу способствовало, с одной стороны, стремление епископов к независимости от регионального митрополита и уход под власть «далёкого» патриарха, с другой — заинтересованность патриаршей кафедры в переподчинении епархий, минуя митрополитов, непосредственно себе.
Зависимость от местного митрополита автокефального архиепископа была номинальная. За Литургией возглашалось только имя патриарха. А сами архиепископы были участниками только патриаршего синода, минуя митрополичьи структуры. В подчинении у такого архиепископа не было других кафедр, и, понятно, архиепископ поставлялся не собором епископов, а патриархом. Это, действительно, бо́льшая свобода, но, строго говоря, не автокефалия.
Наименование своего сана автокефальные архиепископы заимствовали из более древних времён, когда ещё господствовала система митрополий. Архиепископом именовался «старший» епископ, которому подчинялись экзархаты и митрополии (например, архиепископ Константинопольский). Понятие автокефальности связывалось только с рангом архиепископа, поэтому, выведенные из под омофора митрополии епископии, возводились в ранг архиепископий. Однако по своему реальному положению автокефальный архиепископ оставался ниже митрополита. Поводом для такого возвышения обычно оказывалось наличие местных святых епископов или мучеников.
Впоследствии автокефальные архиепископии возвышались до митрополий, но если в первое время под нового митрополита старались создавать несколько новых кафедр, то впоследствии это правило было оставлено. Так митрополии, возникшие в конце XIII века, уже не делились на епархии, оставаясь по своей организации теми же архиепископиями, в тех же границах. Уже в позднее время, огромная митрополия Готии и Кафы, в которую слились практически все епархии Северного Причерноморья, не имела ни одной епископской кафедры. Титулы окончательно перестали отражать реальную структуру церковного управления, превратившись в обозначение архиерейского статуса.
Появление в Русской митрополии архиепископской кафедры в Новгороде было связано исключительно с повышением его статуса. Впоследствии новгородские владыки, желая выйти из зависимости от Московского митрополита, безуспешно боролись за переподчинение их непосредственно Константинополю (фактически за соответствие сану), но так и не нашли понимания у патриархов.
Наряду с «фиктивными» автокефальными архиепископиями существовали и действительно самоуправляемые архиепископии. Например Охридская. Автокефальной архиепископией с 431 года является Кипрская православная церковь.
В современной Русской Православной Церкви похожий статус у епархий прямого подчинения, то есть у таких, которые не являются 
частью какой-либо митрополии.